# بریگز (آریزونا)
بریگز (به انگلیسی: Briggs) یک منطقهٔ مسکونی در ایالات متحده آمریکا است که در آریزونا واقع شده‌است. بریگز ۸۴۱ متر بالاتر از سطح دریا واقع شده‌است.